# گورستان کانی الله کرم پیران کن
قبرستان کانی الله کرم پیران کن مربوط به دوره اشکانیان است و در شهرستان مریوان، روستای پیران کن واقع شده و این اثر در تاریخ ۲۷ مرداد ۱۳۸۲ با شمارهٔ ثبت ۹۶۳۰ به‌عنوان یکی از آثار ملی ایران به ثبت رسیده است.